# フレッド・アゲイン
フレデリック・ジョン・フィリップ・ギブソン (Frederick John Philip Gibson、1993年7月19日 - ) は、フレッド・アゲイン (Fred Again) として活動するイギリス出身の音楽プロデューサー、歌手、ソングライター、マルチプレイヤー、DJ。  第66回グラミー賞において、2022年にリリースしたアルバム「Actual Life 3」が最優秀新人賞にノミネート、最優秀賞ダンス/エレクトロニック・アルバム賞を受賞し、2023年にスクリレックス、フロウダンとリリースしたシングル「Rumble」が最優秀賞ダンス/エレクトロニック・レコーディング賞を受賞した。

## 経歴

### 生い立ち
1993年の7月19日に、ロンドンのバラムにて法廷弁護士であるチャールズ・アンソニー・ウォーンフォード・ギブソンとイギリスの外交官を務めたサー・ジョン・モーガンの娘であるメアリー・アン・フランセス・ニー・モーガンの間に次男として生まれる。2006年から2011年まで、マルボロ・カレッジのボーディングスクールに通っていた。

### 音楽キャリア
16歳の時、隣人であったブライアン・イーノのロンドンのスタジオでのアカペラグループに参加した。2014年にブライアン・イーノとカール・ハイドのアルバム「Someday World」に共同プロデューサーとして、「High Life」にソングライターとしてコラボレーションした。同年に東京で開催されたレッドブル・ミュージック・アカデミーに参加した。
2018年6月、彼が共同ソングライターを務めたジョージ・エズラのシングル「Shotgun」が全英シングルチャートで1位となり、6月22日から9月7日までの12週間連続でトップ3に残り続けた。同年にはデミ・ロヴァートをフィーチャリングしたクリーン・バンディットの楽曲「Solo」に共同ソングライターとして参加し、リタ・オラの「Let You Love Me」でも共同ソングライター、共同プロデューサーを務め、更なる成功を収めた。そして彼はエド・シーランが2019年にリリースしたアルバム「No.6 コラボレーションズ・プロジェクト」の15曲中12曲の作曲、プロデュースをし、合計14週に渡りチャート1位となった。
彼はブリット・アワード2020で、史上最年少として最優秀プロデューサー賞を受賞した。
2019年、彼はActual Lifeという題のプロジェクトの制作を始めた。このプロジェクトでは、ボイスメモ、SNSからの切り抜きや他のアーティストの楽曲など、様々な方法でサンプルを集め、それらを自身の楽曲に組み込んでいる。このプロジェクトの最初のアルバムとして、彼は2021年4月に「Actual Life (April 14 – December 17 2020)」をリリースした。彼はこのアルバムについて、新型コロナウイルス感染症のパンデミックの期間での人生経験を反映した、共同日記だと説明している。同年11月に、続編の「Actual Life 2 (February 2 – October 15 2021)」をリリースした。
2022年7月、ロンドンのボイラー・ルームでパフォーマンスを行い、その動画はボイラー・ルームのYoutubeチャンネルで3番目に再生されている動画となっている。同じ週に、フューチャーが2012年にリリースしたシングル「Turn On The Lights」をサンプリングした「Turn On the Lights again..」をスウェディッシュ・ハウス・マフィアと共にリリースした。
2022年に、彼の楽曲である「Marea (We've Lost Dancing)」がエンディング曲となっている映画「逆転のトライアングル」が第75回カンヌ国際映画祭でパルム・ドールを受賞した。
2022年10月28日、3枚目のスタジオ・アルバムとなる「Actual Life 3 (January 1 – September 9 2022)」がリリースされた。
2022年10月から2023年2月にかけて、彼のデビューツアーがヨーロッパ、アメリカ、ニュージーランド、オーストラリアで行われた。
2023年1月4日、フロウダンをフィーチャリングしたスクリレックスとのコラボ曲「Rumble」がリリースされた。これのリリースに続き、彼はスクリレックスとフォー・テットと共に1月5日から1月7日にかけてロンドンの複数の場所で3度の公演を行った。
2023年2月18日、彼とスクリレックスとフォー・テットはニューヨークのマディソン・スクエア・ガーデンで公演を行った。また3人はそれに先立ち、前日にはタイムズスクエアでパフォーマンスを行った。
2023年4月24日、彼とスクリレックスとフォー・テットの3人は、フランク・オーシャンの負傷によるキャンセルで未定となっていたコーチェラのトリとしてパフォーマンスを行った。
2023年6月23日、グラストンベリー・フェスティバルに初登場した。
2023年12月8日、ベイビー・キームをフィーチャリングした「Leavemealone」をリリースした。
2024年2月28日、リル・ヨッティとオーヴァーモノをフィーチャリングした「Stayinit」をリリースした。
2024年5月31日、アンダーソン・パークと共にCHIKAをフィーチャリングした「Places to Be」をリリースした。
2024年7月18日、彼はInstagramにおいて新アルバムを予告する投稿をした。その後彼は、新アルバム「Ten Days」ではスクリレックス、ダスカス、フォー・テット、アンダーソン・パーク、サンファなどを客演に迎えていると明かした。同年9月6日、アルバムはリリースされた。
2024年8月24日、レディング・フェスティバルのヘッドライナーを務めた。
2024年12月13日、アンジー・マクマホンをフィーチャリングした「light dark light」とジョン・マーティンをフィーチャリングした「little mystery」の2曲を、「Ten Days」に続く形で、「Two More Days」としてリリースした。
2025年6月17日、ドーチとリコ・ナスティーが2022年にリリースした「Swamp B*tches」をサンプリングし、スケプタとプラークボーイマックスをフィーチャリングした「Victory Lap」をリリースした。また同年7月22日、「Victory Lap」にデンゼル・カリー、ハヌマンカインド、ザット・メキシカン・OTを加えた、「Victory Lap Four」をリリースした。
2025年7月、初のアジアツアーとして、シンガポール、タイ、韓国で公演を行い、そして日本では同年7月25日でFUJI ROCK FESTIVAL '25の初日のヘッドライナーを務めた。また、4日後の7月29日には東京の立川ステージガーデン、その2日後の7月31日には大阪のなんばHatchで単独公演を行った。

## ディスコグラフィ
スタジオ・アルバム
- Actual Life (April 14 – December 17 2020) - 2021年
- Actual Life 2 (February 2 – October 15 2021) - 2021年
- Actual Life 3 (January 1 – September 9 2022) - 2022年
- Ten Days - 2024年

コラボレーション・アルバム
- Secret Life (ブライアン・イーノとのコラボレーション) - 2023年

コンピレーション・アルバム
- USB - 2022年

## 受賞歴
| 音楽賞                 | 年   | 賞                                                    | 対象                                         | 結果       | 脚注          |
| ---------------------- | ---- | ----------------------------------------------------- | -------------------------------------------- | ---------- | ------------- |
| A&R Awards             | 2018 | 最優秀賞ソングライター賞                              | Fred again..                                 | ノミネート | [ 26 ]        |
| A&R Awards             | 2023 | 最優秀賞プロデューサー賞                              | Fred again..                                 | ノミネート |               |
| A&R Awards             | 2023 | 最優秀賞ソングライター賞                              | Fred again..                                 | ノミネート |               |
| A&R Awards             | 2023 | 最優秀賞楽曲賞                                        | Adore U                                      | ノミネート |               |
| ブリット・アワード     | 2020 | 最優秀賞プロデューサー賞                              | Fred again..                                 | 受賞       | [ 27 ]        |
| ブリット・アワード     | 2022 | 最優秀賞ダンス・アクト賞                              | Fred again..                                 | ノミネート | [ 28 ]        |
| ブリット・アワード     | 2023 | 最優秀賞アルバム賞                                    | Actual Life 3 (January 1 – September 9 2022) | ノミネート | [ 29 ]        |
| ブリット・アワード     | 2023 | 最優秀賞アーティスト賞                                | Fred again..                                 | ノミネート | [ 29 ]        |
| ブリット・アワード     | 2023 | 最優秀賞ダンス・アクト賞                              | Fred again..                                 | ノミネート | [ 29 ]        |
| ブリット・アワード     | 2024 | 最優秀アーティスト賞                                  | Fred again..                                 | ノミネート | [ 30 ]        |
| ブリット・アワード     | 2024 | 最優秀賞ダンス・アクト賞                              | Fred again..                                 | ノミネート | [ 30 ]        |
| DJ Mag                 | 2022 | 最優秀賞ライブ・アクト賞                              | Fred again..                                 | 受賞       | [ 31 ]        |
| グラミー賞             | 2021 | 最優秀賞ダンス/エレクトロニック・レコーディング賞     | Both of Us                                   | ノミネート | [ 32 ]        |
| グラミー賞             | 2022 | 最優秀賞楽曲賞                                        | Bad Habits                                   | ノミネート | [ 32 ]        |
| グラミー賞             | 2024 | 最優秀賞新人賞                                        | Fred again..                                 | ノミネート | [ 32 ]        |
| グラミー賞             | 2024 | 最優秀賞ダンス/エレクトロニック・レコーディング賞     | Strong                                       | ノミネート | [ 32 ]        |
| グラミー賞             | 2024 | 最優秀賞ダンス/エレクトロニック・レコーディング賞     | Rumble                                       | 受賞       | [ 32 ]        |
| グラミー賞             | 2024 | 最優秀賞ダンス/エレクトロニック・アルバム賞           | Actual Life 3 (January 1 – September 9 2022) | 受賞       | [ 32 ]        |
| グラミー賞             | 2025 | 最優秀賞ダンス/エレクトロニック・レコーディング賞     | Leavemealone                                 | ノミネート | [ 32 ]        |
| Libera Awards          | 2022 | ベスト・ダンス・レコード                              | Stay High Again..                            | ノミネート | [ 33 ]        |
| Libera Awards          | 2023 | ベスト・ダンス・レコード                              | Strong                                       | ノミネート | [ 34 ]        |
| マーキュリー賞         | 2023 | 最優秀賞アルバム賞                                    | Actual Life 3 (January 1 – September 9 2022) | ノミネート | [ 35 ]        |
| アイヴァー・ノヴェロ賞 | 2016 | 最優秀新曲賞                                          | Cargo                                        | ノミネート | [ 36 ] [ 37 ] |
| アイヴァー・ノヴェロ賞 | 2019 | PRS for Music モスト・パフォームド・ワーク            | Shotgux                                      | ノミネート | [ 38 ] [ 39 ] |
| アイヴァー・ノヴェロ賞 | 2021 | 音楽的、歌詞的最優秀楽曲賞                            | Gang                                         | ノミネート | [ 40 ]        |
| アイヴァー・ノヴェロ賞 | 2022 | 最優秀賞新曲賞                                        | Don't Judge Me                               | ノミネート | [ 41 ]        |
| アイヴァー・ノヴェロ賞 | 2022 | PRS for Music モスト・パフォームド・ワーク            | Bad Habits                                   | 受賞       | [ 41 ]        |
| アイヴァー・ノヴェロ賞 | 2023 | PRS for Music モスト・パフォームド・ワーク            | Bad Habits                                   | ノミネート | [ 42 ]        |
| アイヴァー・ノヴェロ賞 | 2024 | 最優秀賞新曲賞                                        | Enough                                       | ノミネート | [ 43 ]        |
| UK Music Video Awards  | 2020 | イギリス最優秀賞 ヒップホップ/グライム/ラップビデオ賞 | Gang                                         | ノミネート | [ 44 ]        |
| UK Music Video Awards  | 2021 | 最優秀賞新人 ダンス/エレクトロニックビデオ賞          | Dermot (See Yourself in My Eyes)             | ノミネート | [ 45 ]        |
| UK Music Video Awards  | 2021 | 最優秀賞振り付け賞                                    | Don't Judge Me                               | ノミネート | [ 45 ]        |
| UK Music Video Awards  | 2024 | イギリス最優秀賞 ダンス/エレクトロニックビデオ賞      | stayinit                                     | ノミネート | [ 46 ] [ 47 ] |
| UK Music Video Awards  | 2024 | 最優秀賞ライブ・ビデオ賞                              | Places to Be                                 | 受賞       | [ 46 ] [ 47 ] |